# Wilhelmina Cammel

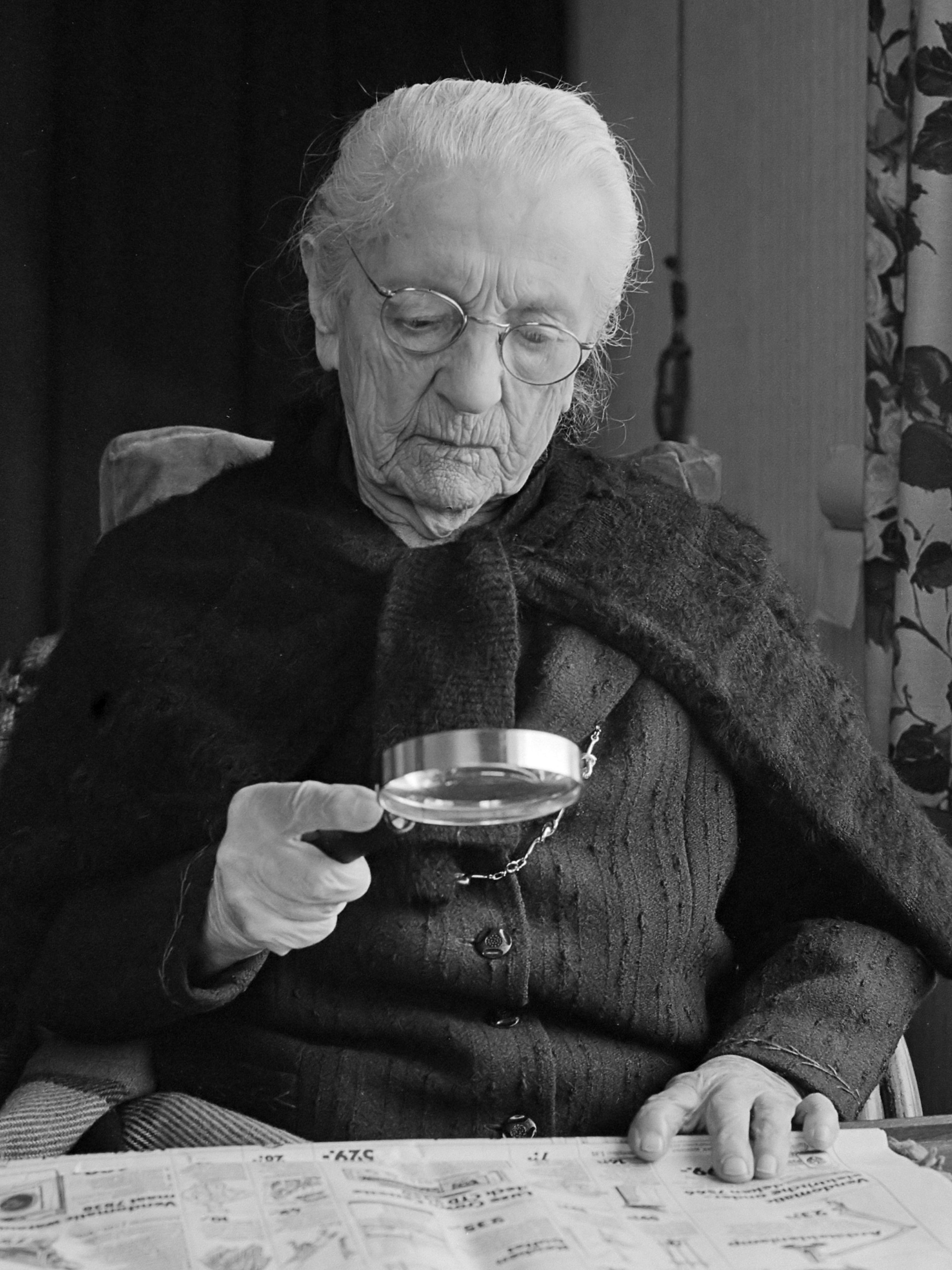
Wilhelmina Cammel in 1979 enkele dagen vóór haar 108e verjaardag

Wilhelmina Cammel (Breda, 8 januari 1871 – Naarden, 24 januari 1981) was vanaf 25 mei 1980 de oudste inwoner van Nederland, na het overlijden van Gerarda Hurenkamp-Bosgoed. Zij heeft deze titel 244 dagen gedragen.
Cammel werkte 62 jaar lang als gouvernante en gezelschapsdame in het gezin van Jacques Paul Delprat.
Cammel overleed op de leeftijd van 110 jaar en 16 dagen. Haar opvolgster als oudste Nederlander was Petronella Ribbens-Verstallen.